# Bruce McGill
Bruce Travis McGill (San Antonio, 11 luglio 1950) è un attore statunitense.

## Biografia
Nato a San Antonio, figlio di Adriel Rose, un'artista, e di Woodrow Wilson McGill, un agente assicurativo, dopo la laurea all'Università del Texas ad Austin è stato attivo fra TV e grande schermo fin dalla metà degli anni settanta, in molti ruoli minori. Fisico robusto, sguardo severo e inflessibile, ha ricoperto spesso ruoli di tutori della legge, giudici e avvocati, specialmente in età matura. Uno dei suoi ruoli più famosi è quello di Daniel "D-Day" Simpson Day in Animal House (1978).
Caratterista nelle grazie di registi importanti quali Michael Mann (partecipò a tre film sotto la sua regia, ossia Insider - Dietro la verità, Alì e Collateral) e Ridley Scott (Il genio della truffa), ha partecipato in TV principalmente alle serie MacGyver (nel ruolo di Jack Dalton) e Rizzoli & Isles (nel ruolo del detective Vince Korsak), e a singoli episodi di molti altri telefilm di successo.

## Vita privata
È sposato dal 1994 con Gloria Lee.

## Filmografia parziale

### Cinema
- Citizens Band, regia di Jonathan Demme (1977)
- Animal House (National Lampoon's Animal House), regia di John Landis (1978)
- La mano (The Hand), regia di Oliver Stone (1981)
- La ballata di Gregorio Cortez (The Ballad of Gregorio Cortez), regia di Robert M. Young (1982)
- Il duro più duro (Tough Enough), regia di Richard Fleischer (1983)
- Silkwood, regia di Mike Nichols (1983)
- Tutto in una notte (Into the Night), regia di John Landis (1985)
- Nessuna pietà (No Mercy), regia di Richard Pearce (1986)
- Una bionda per i Wildcats (Wildcats), regia di Michael Ritchie (1986)
- In fuga per tre (Three Fugitives), regia di Francis Veber (1989)
- L'ultimo boy scout (The Last Boy Scout), regia di Tony Scott (1991)
- Mio cugino Vincenzo (My Cousin Vinny), regia di Jonathan Lynn (1992)
- Cliffhanger - L'ultima sfida (Cliffhanger), regia di Renny Harlin (1993)
- Un mondo perfetto (A Perfect World), regia di Clint Eastwood (1993)
- Timecop - Indagine dal futuro (Timecop), regia di Peter Hyams (1994)
- Letters from a Killer, regia di David Carson (1998)
- Insider - Dietro la verità (Insider), regia di Michael Mann (1999)
- La leggenda di Bagger Vance (The Legend of Bagger Vance), regia di Robert Redford (2000)
- Deep Core 2000 (Deep Core), regia di Rodney McDonald (2000)
- Alì, regia di Michael Mann (2001)
- Amore a prima svista (Shallow Hal), regia di Peter e Bobby Farrelly (2001)
- Ferite mortali (Exit Wounds), regia di Andrzej Bartkowiak (2001)
- Al vertice della tensione (The Sum of All Fears), regia di Phil Alden Robinson (2002)
- Una bionda in carriera (Legally Blonde 2: Red, White & Blonde), regia di Charles Herman-Wurmfeld (2003)
- Il genio della truffa (Matchstick Men), regia di Ridley Scott (2003)
- La giuria (Runaway Jury), regia di Gary Fleder (2003)
- Collateral, regia di Michael Mann (2004)
- Cinderella Man - Una ragione per lottare (Cinderella Man), regia di Ron Howard (2005)
- Elizabethtown, regia di Cameron Crowe (2005)
- Dietro le linee nemiche II - L'asse del male (Behind Enemy Lines II: Axis of Evil), regia di James Dodson (2006)
- Sguardo nel vuoto (The Lookout), regia di Scott Frank (2007)
- Prospettive di un delitto (Vantage Point), regia di Pete Travis (2008)
- W., regia di Oliver Stone (2008)
- Obsessed, regia di Steve Shill (2009)
- Giustizia privata (Law Abiding Citizen), regia di F. Gary Gray (2009)
- Fair Game - Caccia alla spia (Fair Game), regia di Doug Liman (2010)
- Cristiada (For Greater Glory - The True Story of Cristiada), regia di Dean Wright (2012)
- Unconditional, regia di Brent McCorkle (2012)
- Lincoln, regia di Steven Spielberg (2012)
- Poliziotto in prova (Ride Along), regia di Tim Story (2014)
- Run All Night - Una notte per sopravvivere (Run All Night), regia di Jaume Collet-Serra (2015)
- Un poliziotto ancora in prova (Ride Along 2), regia di Tim Story (2016)
- Migliori nemici (The Best of Enemies), regia di Robin Bissell (2019)
- Non mollare mai (American Underdog), regia di Andrew e Jon Erwin (2021)

### Televisione
- Miami Vice – serie TV, episodio 2x03 (1985)
- Quando l'estate muore (As Summers Die), regia di Jean-Claude Tramont – film TV (1986)
- MacGyver – serie TV, 19 episodi (1986-1992)
- In viaggio nel tempo (Quantum Leap) – serie TV, 2 episodi (1989-1993)
- Legami di sangue, vincoli d'amore (Desperate Choices: To Save My Child) – film TV (1992)
- Volo 232 - Atterraggio di emergenza (Crash Landing: The Rescue of Flight 232), regia di Lamont Johnson – film TV (1992)
- Walker Texas Ranger (Walker, Texas Ranger) – serie TV, episodio 2x01 (1993)
- Babylon 5 – serie TV, episodio 3x10 (1996)
- Star Trek: Voyager – serie TV, episodio 5x24 (1999)
- Path to War - L'altro Vietnam (Path to War), regia di John Frankenheimer – film TV (2002)
- CSI - Scena del crimine (CSI: Crime Scene Investigation) – serie TV, episodio 2x17 (2002)
- Law & Order: Criminal Intent – serie TV, episodio 5x14 (2005)
- La leggenda del tesoro scomparso (Outlaw Trail: The Treasure of Butch Cassidy), regia di Ryan Little – film TV (2006)
- Recount, regia di Jay Roach – film TV (2008)
- Law & Order - Unità vittime speciali (Law & Order: Special Victims Unit) – serie TV, episodio 11x10 (2009)
- Psych – serie TV, episodio 3x12 (2009)
- Medium – serie TV, episodio 3x12 (2009)
- Tenuta in ostaggio (Held Hostage), regia di Grant Harvey – film TV (2009)
- The Good Wife – serie TV, 1 episodio (2012)
- The Cleveland Show – serie TV, 10 episodi (2009-2013) - voce
- Ben and Kate – serie TV, 2 episodi (2013)
- I Griffin (Family Guy) – serie TV, 4 episodi (2010-2015) - voce
- Rizzoli & Isles – serie TV, 105 episodi (2010-2016)
- Blue Bloods – serie TV, episodio 7x10 (2016)
- NCIS - Unità anticrimine (NCIS: Naval Criminal Investigative Service) – serie TV, episodio 14x19 (2017)
- Suits – serie TV, 3 episodi (2018)
- MacGyver – serie TV, episodio 2x11 (2018)
- The I-Land – miniserie TV (2019)
- The Crew – serie TV, 4 episodi (2021)
- Reacher – serie TV, 7 episodi (2022)
- Love & Death, regia di Lesli Linka Glatter e Clark Johnson – miniserie TV, 3 puntate (2023)

## Doppiatori italiani
Nelle versioni in italiano delle opere in cui ha recitato, Bruce McGill è stato doppiato da: 
- Giorgio Lopez in Volo 232 - Atterraggio di emergenza, Walker Texas Ranger, Ferite mortali, In viaggio nel tempo, Obsessed
- Dario Penne in The Practice - Professione avvocati, Poliziotto in prova, Blue Bloods, Un poliziotto ancora in prova, Suits
- Franco Zucca in Letters from a Killer, Giustizia privata, Tenuta in ostaggio, Rizzoli & Isles
- Bruno Alessandro in Dietro le linee nemiche II - L'asse del male, Law & Order - Unità vittime speciali, NCIS - Unità anticrimine
- Manlio De Angelis in Silkwood, Doppia ipotesi per un delitto, Nessuna pietà
- Gino La Monica in La leggenda di Bagger Vance, Numb3rs, Cristiada
- Rodolfo Bianchi in Animal House, Sguardo nel vuoto
- Stefano Mondini in L'ultimo boyscout, Ben & Kate
- Mario Zucca ne I racconti della cripta, Law & Order: Criminal Intent
- Paolo Marchese in Star Trek: Voyager, The Crew
- Luciano De Ambrosis in CSI - Scena del crimine, W.
- Michele Gammino in Collateral, The Good Wife
- Michele Kalamera in La giuria, Psych
- Paolo Buglioni in Lincoln, Il macellaio, la moglie, l'amante
- Marcello Tusco in Miami Vice
- Massimo Rinaldi in Tutto in una notte
- Luigi Montini in MacGyver (1ª voce)
- Giancarlo Prete in MacGyver (2ª voce)
- Guido Cerniglia in MacGyver (3ª voce)
- Renato Cortesi in Una bionda per i Wildcats
- Riccardo Garrone in L'ultima difesa
- Sergio Matteucci in Mio cugino Vincenzo
- Sandro Sardone in Cliffhanger - L'ultima sfida
- Renato Mori in Timecop - Indagine dal futuro
- Ambrogio Colombo in Insider - Dietro la verità
- Sergio Di Giulio in Live from Baghdad
- Paolo Lombardi in Path to War - L'altro Vietnam
- Roberto Draghetti ne Il genio della truffa
- Eugenio Marinelli in Una bionda in carriera
- Vittorio Di Prima in Cinderella Man - Una ragione per lottare
- Massimo Corvo in Elizabethtown
- Carlo Valli in Recount
- Stefano De Sando in Prospettive di un delitto
- Mimmo Maugeri ne La partita perfetta
- Emilio Cappuccio in Fair Game - Caccia alla spia
- Gerolamo Alchieri in Run All Night - Una notte per sopravvivere
- Roberto Stocchi in The I-Land
- Fabrizio Temperini in Migliori nemici
- Enrico Di Troia in Non mollare mai
- Ennio Coltorti in Reacher
- Loris Loddi in Operazione speciale: Lioness
- Dario Oppido in Love & Death

Da doppiatore è stato sostituito da:
- Bruno Alessandro ne I Griffin
- Ambrogio Colombo in The Cleveland Show